# Trichternarzissen
Die Trichternarzissen (Pancratium), oft auch als Pankrazlilien bezeichnet, sind eine Pflanzengattung in der Familie der Amaryllisgewächse (Amaryllidaceae).

## Beschreibung

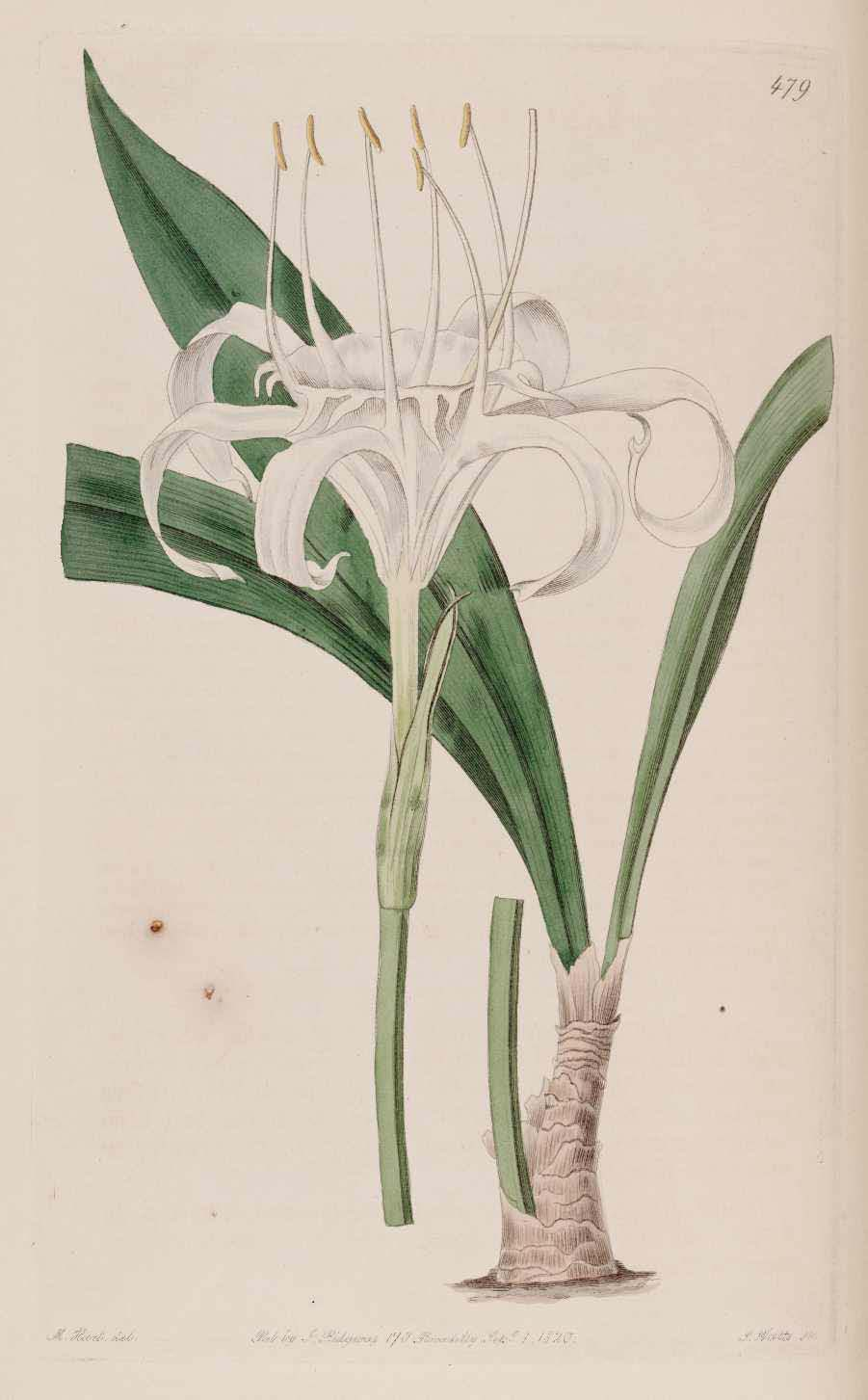
Illustration von Pancratium zeylanicum

### Vegetative Merkmale
Pancratium-Arten sind ausdauernde krautige Pflanzen, die Zwiebeln als Überdauerungsorgane ausbilden. Die grundständigen Laubblätter sind einfach, flach, lineal und ungestielt.

### Generative Merkmale

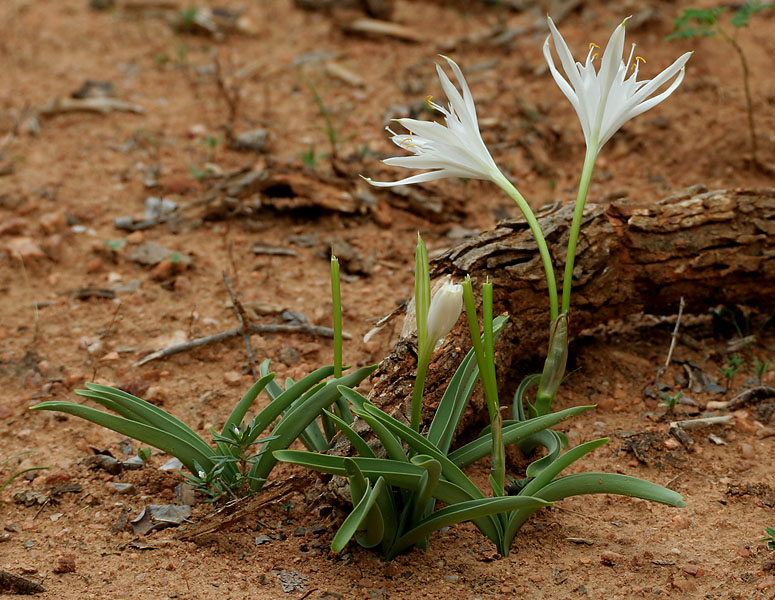
Pancratium parvum

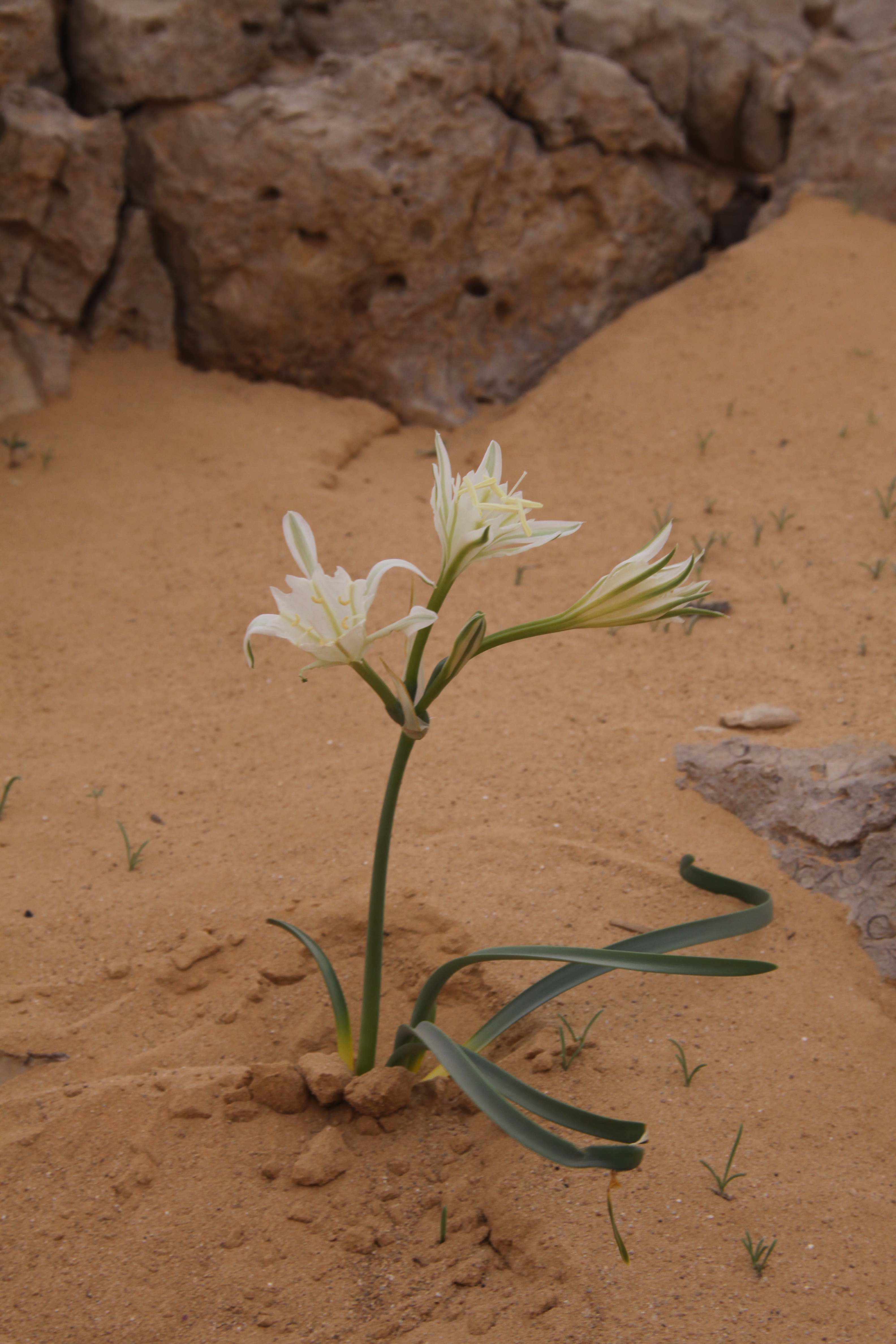
Pancratium sickenbergeri im Habitat

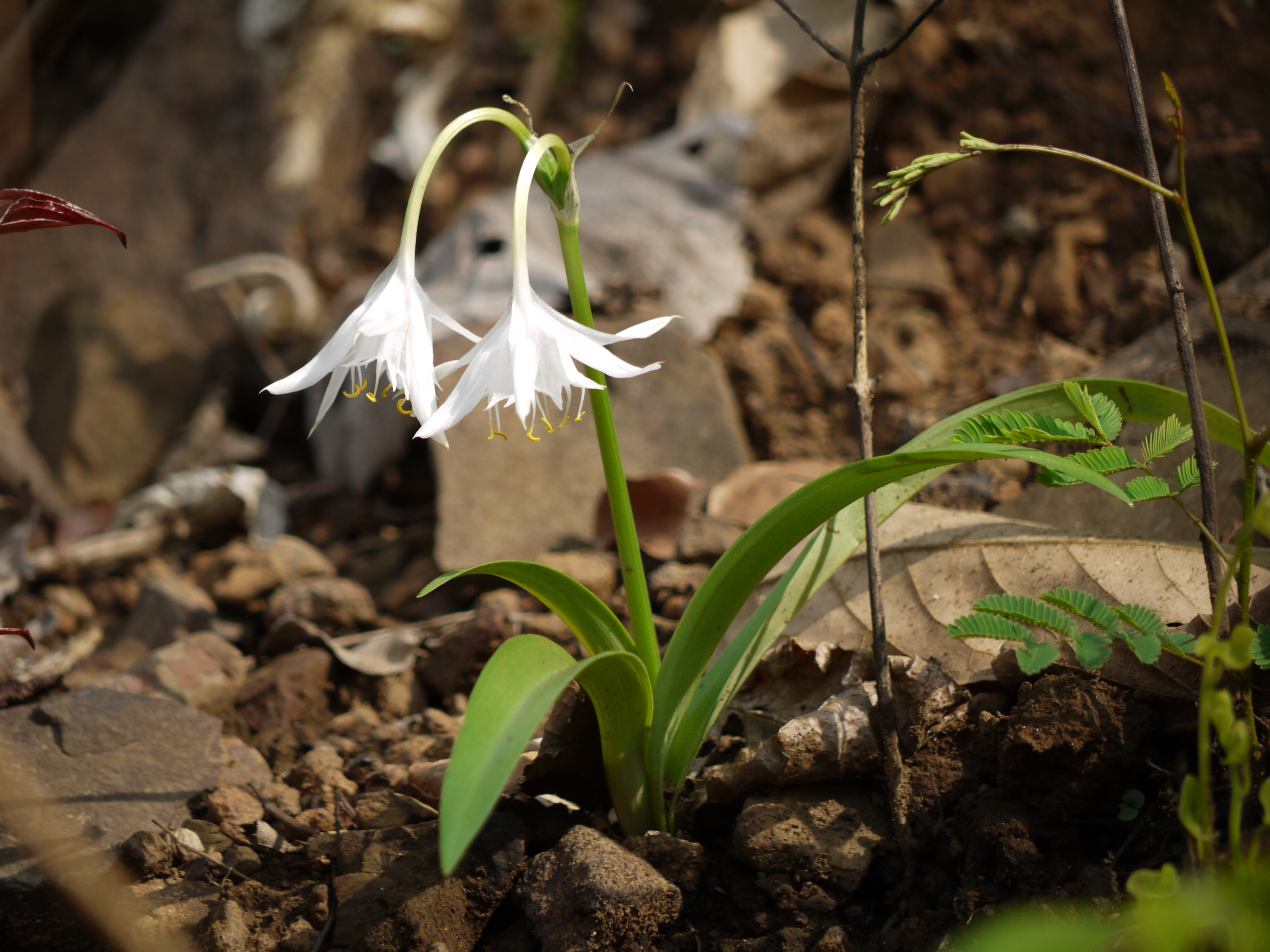
Pancratium triflorum

Ein bis viele Blüten stehen in doldigen Blütenständen zusammen, mit zwei Hüllblättern an langen Schäften, die nicht hohl sind. Der Blütenstiel ist oft kurz. Die zwittrigen, dreizähligen Blüten sind trompetenförmig. Die sechs gleichgestalteten, verwachsenen, ausgebreiteten Blütenhüllblätter (Tepalen) sind meistens weiß. Die Staubblätter sind mit den Blütenhüllblättern verwachsen. Die auf fast ihrer gesamten Länge becherförmig verwachsenen Staubfäden sind nur am obersten Ende frei. Drei Fruchtblätter sind zu einem unterständigen Fruchtknoten verwachsen, der viele Samenanlagen enthält. Der dünne Griffel endet in einer meist kopfigen, manchmal dreilappigen bis -ästigen Narbe. Es werden dreikammerige Kapselfrüchte gebildet, die schwarze, kantige Samen enthalten.

## Systematik und Verbreitung
Die Gattung Pancratium wurde 1753 durch Carl von Linné in Species Plantarum, 1, S. 290 aufgestellt. Als Lektotypusart wurde 1918 Pancratium maritimum L. durch Nathaniel Lord Britton in Flora of Bermuda. S. 77 festgelegt. Synonyme für Pancratium L. sind: Mizonia A.Chev., Halmyra Herb., Tiaranthus Herb., Zouchia Raf., Bollaea Parl., Almyra Salisb., Chapmanolirion Dinter.
Die Pancratium-Arten sind vor allem im Mittelmeerraum, aber auch auf den Kanarischen Inseln, in Westafrika und im tropischen Asien verbreitet.
Es gibt etwa 21 Pancratium-Arten:
- Pancratium arabicum Sickenb.: Sie kommt nur im nördlichen Ägypten und auf der Sinaihalbinsel vor.[2]
- Pancratium biflorum Roxb.: Sie ist Indien, Sri Lanka und Hongkong verbreitet.[2]
- Kanaren-Trichternarzisse (Pancratium canariense Ker Gawl.): Sie ist auf den Kanaren beheimatet.[2]
- Pancratium centrale (A.Chev.) Traub (Syn.: Mizonia centrale A.Chev.): Sie ist vom nordöstlichen Kamerun bis Äthiopien verbreitet.[2]
- Pancratium donaldii Blatt.: Sie kommt im westlichen Indien vor.[2]
- Pancratium foetidum Pomel: Sie ist in Nordafrika in Marokko, Algerien, Tunesien und Libyen verbreitet.[2]
- Illyrische Trichternarzisse (Pancratium illyricum L.): Sie kommt nur auf Korsika, Sardinien und Capri vor.[2]
- Pancratium landesii Traub: Sie kommt nur auf der südlichen arabischen Halbinsel vor.[2]
- Pancratium longiflorum Roxb. ex Ker Gawl.: Sie ist in Indien verbreitet.[2]
- Dünen-Trichternarzisse (Pancratium maritimum L.): Sie ist von Fuerteventura über den Mittelmeerraum bis zur Küste des Schwarzen Meeres verbreitet.[2]
- Pancratium maximum Forssk. (Syn.: Mizonia maxima (Forssk.) A.Chev.): Sie kommt auf der südwestlichen arabischen Halbinsel und im nordöstlichen Sudan vor.[2]
- Pancratium nairii Sasikala & Reema Kumari: Sie wurde 2013 aus dem indischen Bundesstaat Kerala erstbeschrieben.[2]
- Pancratium parvicoronatum Geerinck: Sie ist von der südlichen Demokratischen Republik Kongo bis Malawi beheimatet.[2]
- Pancratium parvum Dalzell: Sie kommt im westlichen Indien vor.[2]
- Pancratium sickenbergeri Asch. & Schweinf.: Sie kommt von Syrien bis zur Arabischen Halbinsel vor.[2]
- Pancratium st-mariae Blatt. & Hallb.: Sie kommt im westlichen Indien vor.
- Pancratium tenuifolium Hochst. ex A.Rich. (Syn.: Chapmanolirion juttae Dinter): Sie kommt im tropischen und südlichen Afrika vor.[2]
- Pancratium tortuosum Herb.: Sie kommt von Ägypten bis Eritrea und auf der Arabischen Halbinsel vor.[2]
- Pankrazlilie oder Kwashi (Pancratium trianthum Herb.): Sie ist von der Sahara bis Westafrika und im nördlichen tropischen Afrika verbreitet.[2]
- Pancratium triflorum Roxb.: Sie kommt im östlichen Indien vor.[2]
- Pancratium verecundum Aiton: Sie ist in Pakistan und im Himalaja verbreitet.[2]
- Pancratium zeylanicum L. (Syn.: Pancratium tiariflorum Salisb., Pancratium uniflorum Stokes): Sie ist auf den Lakkadiven und in Malesien verbreitet.[2]